# Politieke Partij voor Basisinkomen
De Politieke Partij voor Basisinkomen (PPvB), voorheen bekend als de Basisinkomen Partij (BIP) en De Basis, is een Nederlandse politieke partij die specifiek pleit voor de invoering van een onvoorwaardelijk basisinkomen. De partij werd opgericht in 2013 en is landelijk actief.
De partij heeft de invoering van het basisinkomen als belangrijkste standpunt, maar heeft ook gepleit voor onder meer directe democratie via burgerbegrotingen en bindende referenda, voor burgercontrole van nutsbedrijven, banken en zorgverzekeraars en voor een renteloos geldstelsel.

## Geschiedenis
De Politieke Partij voor Basisinkomen werd in 2013 opgericht en meldde zich op 9 december dat jaar aan bij de Kiesraad. De eerste verkiezingen waar de partij aan meedeed waren de gemeenteraadsverkiezingen van 2014 in Amsterdam, Bergen, Deventer en Utrecht. De partij was ook van plan deel te nemen aan de gemeenteraadsverkiezingen in Almere en Groningen, maar trok zich twee maanden voor de verkiezingen terug vanwege een gebrek aan voorbereidingstijd. De partij behaalde geen zetels.
Later nam de partij deel aan de Tweede Kamerverkiezingen van 2017 als onderdeel van een gecombineerde lijst (de parasol-lijst genoemd) met de Partij voor Mens en Spirit, de Partij voor de Kinderbelangen en de Vereniging Vrede en Recht. Alleen in de kieskringen 7 (Arnhem) en 8 (Utrecht) werd deelgenomen. De lijst behaalde niet genoeg stemmen voor een zetel in de Tweede Kamer.
In 2018 deed de PPvB nogmaals mee aan de gemeenteraadsverkiezingen, ditmaal enkel in Amsterdam. Ondanks een initiatief om de krachten te bundelen met andere kleinere partijen slaagde de PPvB er niet in een zetel in de gemeenteraad te bemachtigen. In 2020 veranderde de partij de naam naar De Basis. Ondanks het voornemen om mee te doen aan de Tweede Kamerverkiezingen van 2021, deed de partij niet mee aan deze verkiezingen. In 2022 deed de PPvB samen met De Groenen en de Piratenpartij mee aan de verkiezingen voor de Amsterdamse stadsdeelcommissies, onder de gemeenschappelijke naam De Groenen Basis Piraten. De gezamenlijke lijst behaalde in vier stadsdelen een zetel.

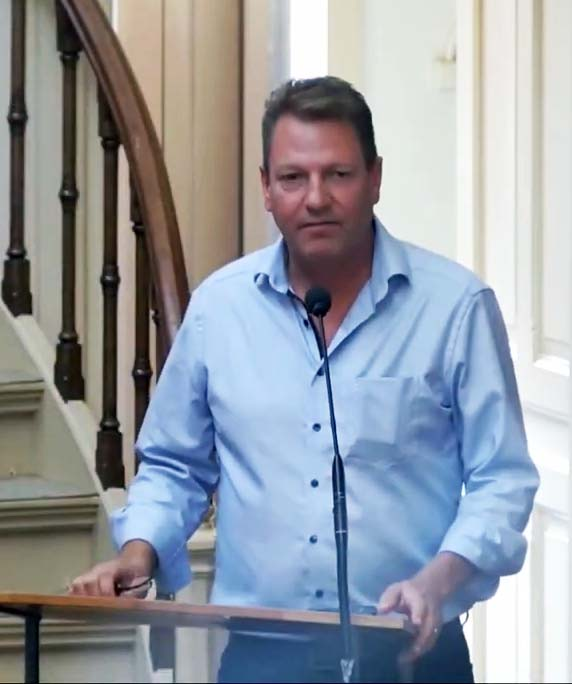
Sepp Hannen, 2023

In 2023 werd de naam van de partij wederom gewijzigd, ditmaal naar Politieke Partij voor Basisinkomen. De PPvB heeft deelgenomen aan de Tweede Kamerverkiezingen van 2023 met Sepp Hannen als lijsttrekker.

## Verkiezingsuitslagen
| Verkiezing | Stemmen | %     | Zetels | *                                             |
| ---------- | ------- | ----- | ------ | --------------------------------------------- |
| 2017       | 726     | 0,01% | 0/150  | Gezamenlijke lijst met MenS en Vrede en Recht |
| 2023       | 1.049   | 0,01% | 0/150  |                                               |

| Gemeente  | Stemmen | %     | Zetels |
| 2014      | 2014    | 2014  | 2014   |
| --------- | ------- | ----- | ------ |
| Amsterdam | 602     | 0,19% | 0      |
| Bergen    | 93      | 0,62% | 0      |
| Deventer  | 294     | 0,70% | 0      |
| Utrecht   | 456     | 0,33% | 0      |
| 2018      |         |       |        |
| Amsterdam | 635     | 0,19% | 0      |